# Kisgalgóc

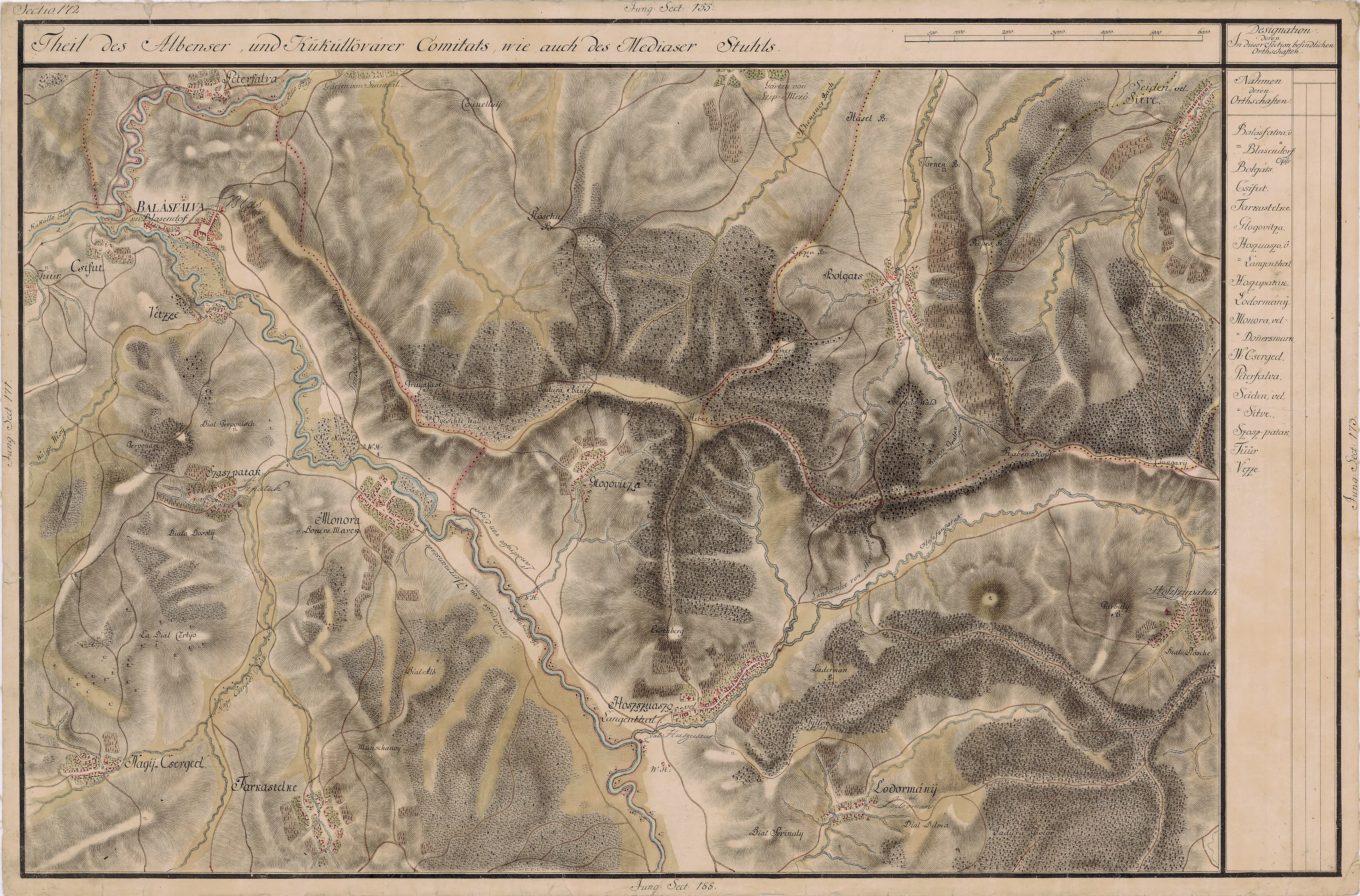
Kisgalgóc környéke 1769–1773 között

Kisgalgóc, 1910-ig Glogovéc (románul Glogoveț, németül Tuten) falu Romániában Fehér megyében.

## Fekvése
Balázsfalvától 7 km-re délkeletre a Nagy-Küküllő jobb partján fekszik, Hosszúaszóhoz tartozik, melytől 3 km-re északnyugatra van.

## Nevének eredete
Neve a szláv glog (= som) főnévből ered.

## Története
Kisgalgóc, Egred, Egervár nevét 1295-ben említette először oklevél Egurd néven.
1313-ban és 1347-ben Egurwar, 1356-ban Egurwarpathaka' néven írták.
Egerd a Kán nemzetségbeli László vajda öröklött birtoka volt a Küküllő mellett, minden bizonnyal ott, ahol később Egervár vára állott, és az övé volt 1313-ban is, mikor székesi uradalmát elcserélte Szépmezőért.
1347-ben Balázsfalva és Szancsal délkeleti határán állónak mondták, 1356-ban vára már biztosan nem állt, valószínűleg Károly Róbert király romboltatta le.
Egervárpataka falut ekkor Szépmező és Küküllő között jelölték meg. A falu felett emelkedik a várhegy.
1668-ban a lerombolt vár megmaradt köveiből építtette Bethlen Miklós Bethlenszentmiklósi kastélyát.
A falunak 1910-ben 509, túlnyomórészt román lakosa volt. A trianoni békeszerződésig Kis-Küküllő vármegye Hosszúaszói járásához tartozott.